# King Salmon (Alaska)
Pour les articles homonymes, voir King Salmon (homonymie).
King Salmon est le siège du borough de Lake and Peninsula, en Alaska, aux États-Unis d'Amérique. La ville est toutefois située dans le borough de Bristol Bay.

## Géographie

### Démographie
| 1960 | 1970 | 1980 | 1990 | 2000 | 2010 |
| ---- | ---- | ---- | ---- | ---- | ---- |
| 227  | 202  | 545  | 696  | 442  | 374  |

### Climat
La ville atteint un niveau de chaleur historique le 4 juillet 2019, avec 31,6 °C.
| Mois                                  | jan.     | fév.     | mars     | avril    | mai      | juin    | jui.    | août    | sep.    | oct.     | nov.     | déc.     | année    |
| ------------------------------------- | -------- | -------- | -------- | -------- | -------- | ------- | ------- | ------- | ------- | -------- | -------- | -------- | -------- |
| Température minimale moyenne (°C)     | −13,2    | −10,3    | −10      | −3,1     | 1,6      | 5,7     | 8,7     | 8,3     | 4,3     | −2,3     | −8,3     | −12      | −2,4     |
| Température moyenne (°C)              | −9,1     | −5,8     | −5,1     | 1,9      | 7,2      | 11,2    | 13,4    | 12,8    | 8,9     | 2,2      | −4,2     | −7,7     | 2,2      |
| Température maximale moyenne (°C)     | −4,9     | −1,4     | −0,1     | 6,9      | 12,9     | 16,7    | 18,1    | 17,4    | 13,6    | 6,6      | −0,1     | −3,4     | 6,9      |
| Record de froid (°C) date du record   | −44 1989 | −42 2006 | −41 1971 | −28 1956 | −16 1945 | −3 2006 | −1 2013 | −4 1984 | −9 2005 | −24 1983 | −33 1988 | −39 2001 | −44 1989 |
| Record de chaleur (°C) date du record | 12 2007  | 14 1991  | 15 1934  | 21 2005  | 29 2006  | 31 1953 | 32 2019 | 29 1968 | 24 2018 | 19 1954  | 13 1986  | 12 2013  | 32 2019  |
| Précipitations (mm)                   | 23,6     | 22,9     | 19,3     | 26,2     | 36,3     | 46,5    | 62,5    | 82,8    | 86,4    | 58,7     | 43,7     | 35,1     | 544      |
| dont neige (cm)                       | 22       | 18       | 18       | 11       | 1,5      | 0       | 0       | 0       | 0       | 6,4      | 17       | 26       | 120      |
| Nombre de jours avec précipitations   | 10       | 10       | 9,2      | 10,8     | 12,3     | 14,4    | 16,2    | 17,1    | 18      | 14,7     | 13,2     | 12,9     | 158,8    |
| Nombre de jours avec neige            | 8,2      | 8,3      | 8,1      | 4,8      | 0,7      | 0       | 0       | 0       | 0,1     | 2,7      | 7,4      | 9,9      | 50,2     |

| Diagramme climatique                                  |               |             |             |             |             |             |             |             |             |              |             |
| J                                                     | F             | M           | A           | M           | J           | J           | A           | S           | O           | N            | D           |
| −4,9−13,223,6                                         | −1,4−10,322,9 | −0,1−1019,3 | 6,9−3,126,2 | 12,91,636,3 | 16,75,746,5 | 18,18,762,5 | 17,48,382,8 | 13,64,386,4 | 6,6−2,358,7 | −0,1−8,343,7 | −3,4−1235,1 |
| Moyennes : • Temp. maxi et mini °C • Précipitation mm |               |             |             |             |             |             |             |             |             |              |             |